# キリーロ・フェセンコ
キリーロ・フェセンコ（英:Kyrylo Fesenko,原語:Кирило Фесенко、1986年12月24日 - ）は、ウクライナのプロバスケットボール選手である。VTB・ユナイテッド・リーグのアブトロール・サラトフ所属。ドニプロペトロウシク州ドニプロペトロウシク出身。ポジションはセンター。216cm、130.6kg。

## 来歴
16歳でウクライナ国内リーグの強豪アゾフマシュ・マリウポリのトップチームに昇格しプロデビュー。

2007年のNBAドラフトでユタ・ジャズから2巡目全体38位で指名され、入団。